# Chondrometra rugosa
Chondrometra rugosa is een haarster uit de familie Charitometridae.
De wetenschappelijke naam van de soort werd in 1918 gepubliceerd door Austin Hobart Clark.